# Кабз
Маза́р Кабз (узб. Qabz), также известен как Моги́ла Ходжа́ Мухамма́да Катангу́ и/или Моги́ла Ходжа́ Мухамма́да Даштинабати́ — древний маза́р на территории площади и ансамбля Региста́н, прямо напротив входа медресе Шердо́р. Возник до XIV века, задолго до строительства нынешних трёх медресе ансамбля Регистан.
Сведения об этой могиле впервые встречаются в знаменитой книге Абу Тахирходжи Самарканди — «Самария». В книге говорится о том, что некоторые считают, что могила принадлежит одному из видных потомков Ходжа Ахмада Яссави, видному тюркскому шейху — Ходжа Мухаммаду Катангу, другие учёные предполагают, что могила принадлежит Ходжа Мухаммаду Даштинабати. Абу Тахирходжа Самарканди утверждает, что местность Даштинабат находится в районе Гиссара. Далее говорится, что Ходжа Мухаммад Даштинабати был способен творить чудеса, и одно из чудес, которое происходит с могилой (мазаром) этого авлия, заключается в том, что, если животные и люди, страдающие задержанием мочи (возможно имеется ввиду аденома) несколько раз обходят или обводятся вокруг этого мазара, тотчас получают исцеление. Абу Тахирходжа Самарканди в своей книге утверждает, что это общеизвестно, и проверено лично им, и называет этот мазар благословенным. 
Начиная с советского времени, среди экскурсоводов, появился довольно распространённый миф, согласно которому, эта могила принадлежит некому мяснику, который якобы кормил мясом строителей медресе Шердор, обрёл уважение среди строителей и инициаторов строительства, и впоследствии был удостоен чести быть похороненным у входа в это медресе. На самом же деле, могила появилась задолго до строительства нынешних трёх медресе ансамбля Регистан. Также некоторые ошибочно считали, что могила принадлежит Ялангтушу Бахадуру (1576-1656) — военачальнику и государственному деятелю времён Бухарского ханства.
Вместе с остальными архитектурными, археологическими, религиозными и культурными памятниками Самарканда входит в список Всемирного наследия ЮНЕСКО под названием «Самарканд — перекрёсток культур».